# Mentodus
Mentodus (лат.) — род глубоководных лучепёрых рыб из семейства платитроктовые отряда Alepocephaliformes. Встречаются по всему миру, кроме Средиземного моря. Живут на умеренных глубинах от 680 до 2100 м. Длина тела от 11,4 (Mentodus eubranchus) до 32,2 см (Mentodus rostratus). Они безвредны для человека, объектами промысла не являются.

## Классификация
На ноябрь 2023 в род включают следующие виды:
- Mentodus bythios (Matsui & Rosenblatt, 1987)
- Mentodus crassus A. E. Parr, 1960
- Mentodus eubranchus (Matsui & Rosenblatt, 1987)
- Mentodus facilis (A. E. Parr, 1951)
- Mentodus longirostris (Sazonov & Golovan, 1976)
- Mentodus mesalirus (Matsui & Rosenblatt, 1987)
- Mentodus perforatus Sazonov & Trunov, 1978
- Mentodus rostratus (Günther, 1878)